# Pseudagrion glaucescens
Pseudagrion glaucescens är en trollsländeart. Pseudagrion glaucescens ingår i släktet Pseudagrion och familjen dammflicksländor. IUCN kategoriserar arten globalt som livskraftig.

## Underarter
Arten delas in i följande underarter:
- P. g. glaucescens
- P. g. mozambicense
- P. g. zambeziense